# Górsk (gromada)
Górsk – dawna gromada, czyli najmniejsza jednostka podziału terytorialnego Polskiej Rzeczypospolitej Ludowej w latach 1954–1972.
Gromady, z gromadzkimi radami narodowymi (GRN) jako organami władzy najniższego stopnia na wsi, funkcjonowały od reformy reorganizującej administrację wiejską przeprowadzonej jesienią 1954 do momentu ich zniesienia z dniem 1 stycznia 1973, tym samym wypierając organizację gminną w latach 1954–1972.
Gromadę Górsk z siedzibą GRN w Górsku utworzono 31 grudnia 1959 w powiecie toruńskim w woj. bydgoskim z obszarów zniesionych gromad Pędzewo i Rozgarty w tymże powiecie.
W 1961 roku gromada miała 25 członków gromadzkiej rady narodowej.
1 stycznia 1972 gromadę Górsk połączono z gromadą Toporzysko, tworząc z ich obszarów gromadę Pędzewo z siedzibą Gromadzkiej Rady Narodowej w Pędzewie w tymże powiecie.